# Andre Garcia
Joseph Andre Garcia (Davao, 23 ottobre 1999) è un attore filippino.

## Biografia
Andre Garcia è nato il 23 ottobre 1999 a Davao, nelle Filippine.
È apparso per la prima volta in televisione quando aveva cinque anni in alcuni spot commerciale. Ha poi esordito come attore nel 2008 nella serie televisiva Kung Fu Kids. In quello stesso anno ha recitato anche nel suo primo film cinematografico, A Very Special Love.
Ha recitato in diverse serie televisive come Ang lalaking nagmahal sa akin, Kokey, Green Rose, Reputasyon, #ParangNormal Activity, Wildflower e nella miniserie Story of My Life.

## Filmografia

### Cinema
- A Very Special Love, regia di Cathy Garcia-Molina (2008)
- You Changed My Life, regia di Cathy Garcia-Molina (2009)
- Hating kapatid, regia di Wenn V. Deramas (2010)
- Will of the Heart, regia di Charlotte Dianco (2011)
- It Takes a Man and a Woman, regia di Cathy Garcia-Molina (2013)
- Boyette: Not a Girl Yet, regia di Jonathan Albano (2020)

### Televisione
- Kung Fu Kids – serie TV (2008)
- Dyosa – serie TV, 1 episodio (2008)
- Tiagong Akyat – serie TV, 1 episodio (2009)
- Ang lalaking nagmahal sa akin – serie TV, 35 episodi (2009)
- Tanging yaman – serie TV, 3 episodi (2010)
- Kokey – serie TV, 2 episodi (2010) Non accreditato
- Wansapanataym – serie TV, 2 episodi (2010-2012)
- Maalaala mo kaya – serie TV, 14 episodi (2010-2019)
- Mula sa puso – serie TV, 2 episodi (2011)
- Green Rose – serie TV, 49 episodi (2011)
- Reputasyon – serie TV, 139 episodi (2011-2012)
- Walang hanggan – serie TV, 2 episodi (2012)
- On the Wings of Love – serie TV (2015)
- #ParangNormal Activity – serie TV, 43 episodi (2015-2016)
- Wildflower – serie TV (2017)
- Ipaglaban mo – serie TV, 2 episodi (2018-2019)
- Story of My Life, regia di Barry Gonzalez – miniserie TV (2019-2020)